# Sorgenfreispira brachystoma
Sorgenfreispira brachystoma é uma espécie de gastrópode da família Mangeliidae.
A subespécie Bela brachystoma africana Ardovini, 2004 tornou-se um sinónimo de Bela africana Ardovini, 2004
O tamanho da concha varia entre 4–7 mm.

## Distribuição
Esta espécie encontra-se distribuída pelo Nordeste do Oceano Atlântico, ao londo da Noruega, no Mar do Norte ao longo das Ilhas Britânicas, e no Oceano Atlântico ao longo da Irlanda, Espanha, Portugal, na África Ocidental, no Mar Mediterrâneo e Mar Adriático.
Encontra-se na Zona Económica Exclusiva de Portugal.